# Zona Noroeste de São Paulo

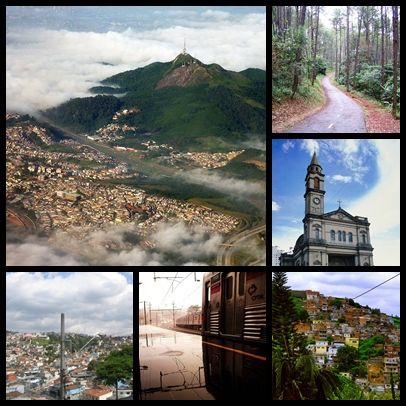
Región noroeste de la ciudad de Sao Paulo, Brasil.

La Región Noroeste de São Paulo (en portugués Região Noroeste de São Paulo) es una región administrativa establecida por el gobierno municipal de la ciudad de São Paulo, abarcando las subprefecturas de Pirituba, Perus y Freguesia do Ó. De acuerdo con el censo de 2000, tiene una población de 1.044.742 habitantes y una renta media por habitante de R$ 751,60.